# Johannes-Kepler-Gymnasium Bad Cannstatt
Das Johannes-Kepler-Gymnasium ist ein Gymnasium in Bad Cannstatt.

## Geschichte
Das Johannes-Kepler-Gymnasium ist aus der ehemaligen Lateinschule hervorgegangen, die wohl im 15. Jahrhundert gegründet wurde. 1891 wurde die Schule Gymnasium, 1912 bezog sie das heute noch genutzte Schulgebäude und 1937 wurde sie nach Johannes Kepler benannt.
1904 legten hier Gertrud Stockmayer, Hedwig Dinkel, Anna Stettenheimer und Martha Vollmöller als Externe vom Stuttgarter Mädchengymnasium als erste weibliche Gymnasiastinnen Württembergs das Abitur ab.

## Gebäude
Das Schulhaus, das im Zentrum Bad Cannstatts nahe dem Kurpark liegt, wurde im Jahr 1912 nach Plänen der Architekten Ludwig Eisenlohr und Oscar Pfennig erbaut. Geschmückt ist es mit Bildhauerarbeiten von Ulfert Janssen und Jakob Brüllmann.

## Profile
In der fünften Klasse wird grundsätzlich nur die bereits in der Grundschule unterrichtete Fremdsprache Englisch weitergeführt, in Klasse 6 kommt entweder Latein oder Französisch hinzu. Schüler, die in Klasse 6 Latein gewählt haben, können sich später für das sprachliche Profil mit Französisch als dritter Fremdsprache oder für das naturwissenschaftliche Profil entscheiden, das für die übrigen Schüler automatisch gilt. Im Rahmen des Europäischen Gymnasiums bietet das Johannes-Kepler-Gymnasium laut seiner Homepage auch Graecumskurse an.

## Angebote
Das Johannes-Kepler-Gymnasium hat im Rahmen des Comenius-Projektes Partnerschulen in Örebrö und in Łódź; es finden außerdem Schüleraustausche mit der französischen Schweiz, China, den USA und Indien statt. An drei Tagen (Montag, Dienstag und Donnerstag) wird an der Schule ein warmes Mittagessen angeboten. Montags und von Mittwoch bis Freitag findet Hausaufgabenbetreuung statt.  Weitere Angebote an den verschiedenen Nachmittagen, auch in Kooperation mit der Musikschule Stuttgart, dem TV Cannstatt und dem ESV Rot-Weiß Stuttgart, runden den Schulalltag ab.

## Bekannte Lehrer
- Richard Ottmar (1889–1956), Theologe und Lehrer
- Christoff Schellenberger (1924–2011), Künstler und Professor für Kunsterziehung
- Elsbeth Walch (1921–2012), Schriftstellerin
- Helmut Dölker (1904–1992), Historiker, Volkskundler und Denkmalpfleger

## Bekannte Schüler
- Eberhard Friedrich Walcker (1794–1872), Orgelbauer
- Carl Wilhelm Heine (1838–1877), deutsch-österreichischer Chirurg
- Ernst Kapff (1863–1944), Schriftsteller, Reformpädagoge und Archäologe
- Hermann Hesse (1877–1962), deutsch-schweizerischer Schriftsteller, Dichter und Maler
- Hermann Eugen Müller (1877–1967), Bergbau- und Vermessungsingenieur
- Cäsar Hirsch (1885–1940), Arzt
- Ernst Kretschmer (1888–1964), Psychiater
- Leopold Marx (1889–1983), Schriftsteller, Dichter und Fabrikant
- Fritz Elsas (1890–1945), Politiker und Widerstandskämpfer gegen den Nationalsozialismus
- Hubert Lanz (1896–1982), General
- Max Kommerell (1902–1944), Literaturhistoriker, Schriftsteller und Übersetzer
- Fanny Ginor (1911–2007), israelische Ökonomin (Fanny Dulberg)
- Thaddäus Troll (1914–1980), Schriftsteller und Mundartdichter
- Gerd Schmückle (1917–2013), General
- Heinz Rupp (1919–1994), Germanist und Hochschullehrer
- Joachim Schröder (1925–1989), Mediziner und Politiker
- Rudolf Reinhardt (1928–2007), Theologe, Kirchenhistoriker und Hochschullehrer
- Reinhard Gröper (* 1929), Schriftsteller
- Manfred Wörner (1934–1994), Politiker
- Gerhard Ertl (* 1936), Physiker und Oberflächenchemiker
- Hans Eugen Specker (* 1937), Historiker
- Rudi Kost (* 1949), Journalist, Herausgeber, Verleger, Autor und Kritiker
- Katrin Steinhülb-Joos (* 1966), Politikerin (SPD)